# Euwintonius continentalis
Euwintonius continentalis is een hooiwagen uit de familie Assamiidae.